# Coscinia anglica
Coscinia anglica là một loài bướm đêm thuộc phân họ Arctiinae, họ Erebidae.